# Michelle Dede
Michelle Dede es una presentadora de televisión y actriz nigeriana. Coprodujo la película Flower Girl y protagonizó la serie de televisión Desperate Housewives Africa y la película de suspenso y drama del 2017 What Lies Within.

## Biografía
Desde nació en Alemania, su padre es un diplomático nigeriano. Obtuvo su educación inicial en Brasil, mientras que la secundaria y preparatoria la completó en Australia y Etiopía respectivamente. Posteriormente se trasladó al Reino Unido para estudiar Diseño de Moda y Mercadotecnia en el American College de Londres. También tiene un posgrado en Comunicaciones y Relaciones Públicas de la misma institución.

## Carrera profesional
Su carrera comenzó después de unas vacaciones en Nigeria. En 2006, junto con Olisa Adibua, fue coanfitriona de la primera edición de Big Brother Nigeria, versión nigeriana de la serie Big Brother. Más tarde coprodujo la película Flower Girl del 2013 antes de interpretar a Tari Gambadia en la serie de televisión Desperate Housewives Africa. Mencionó a Oprah Winfrey como su inspiración al ser presentadora de televisión. En 2017, protagonizó la película de suspenso y drama What Lies Within junto a Paul Utomi, Kiki Omeili y Tope Tedela. En el 2018 protagonizó Moms at War.

## Filmografía
- Flower Girl (2013)
- Desperate Housewives Africa (2015)
- What Lies Within (2017)
- Moms at War (2018)
- Eve (2019)
- The Therapist (2021)[6]

## Premios y nominaciones
| Año  | Premiación               | Categoría                                   | Título           | Resultado | Ref.  |
| ---- | ------------------------ | ------------------------------------------- | ---------------- | --------- | ----- |
| 2017 | Best of Nollywood Awards | Mejor actriz en un papel principal - Inglés | What Lies Within | Ganador   | [ 7 ] |